# Sárská
Sárská ulice na Zličíně v Praze 5 spojuje ulice Jeremiášova a Řevnická. Nazvána je podle Sárska, jedné ze 16 spolkových zemí Německa. Vede od východu na západ vedle Rozvadovské spojky. Sídlo tu mají firmy jako Globus, Louwman - prodejce automobilů Toyota, dodavatel náhradních dílů APM Automotive, KFC atd.

## Budovy, firmy a instituce
- firma Louwman, distributor Toyota - Sárská 3[1]
- Sárská 5
  - Globus[2]
  - Automyčka[3]
  - APM Automotive[4]
  - kadeřnictví Klier[5]
  - oděvy Lee[6]
- KFC - Sárská 7[7]